# Stichodactyla
Stichodactyla Brandt, 1835 è un genere di anemoni di mare della famiglia Stichodactylidae.

## Tassonomia
Comprende le seguenti specie:
- Stichodactyla gigantea (Forskål, 1775)
- Stichodactyla haddoni (Saville-Kent, 1893)
- Stichodactyla helianthus (Ellis, 1768)
- Stichodactyla mertensii Brandt, 1835
- Stichodactyla tapetum (Hemprich & Ehrenberg, 1834)